# Katharina Saalfrank

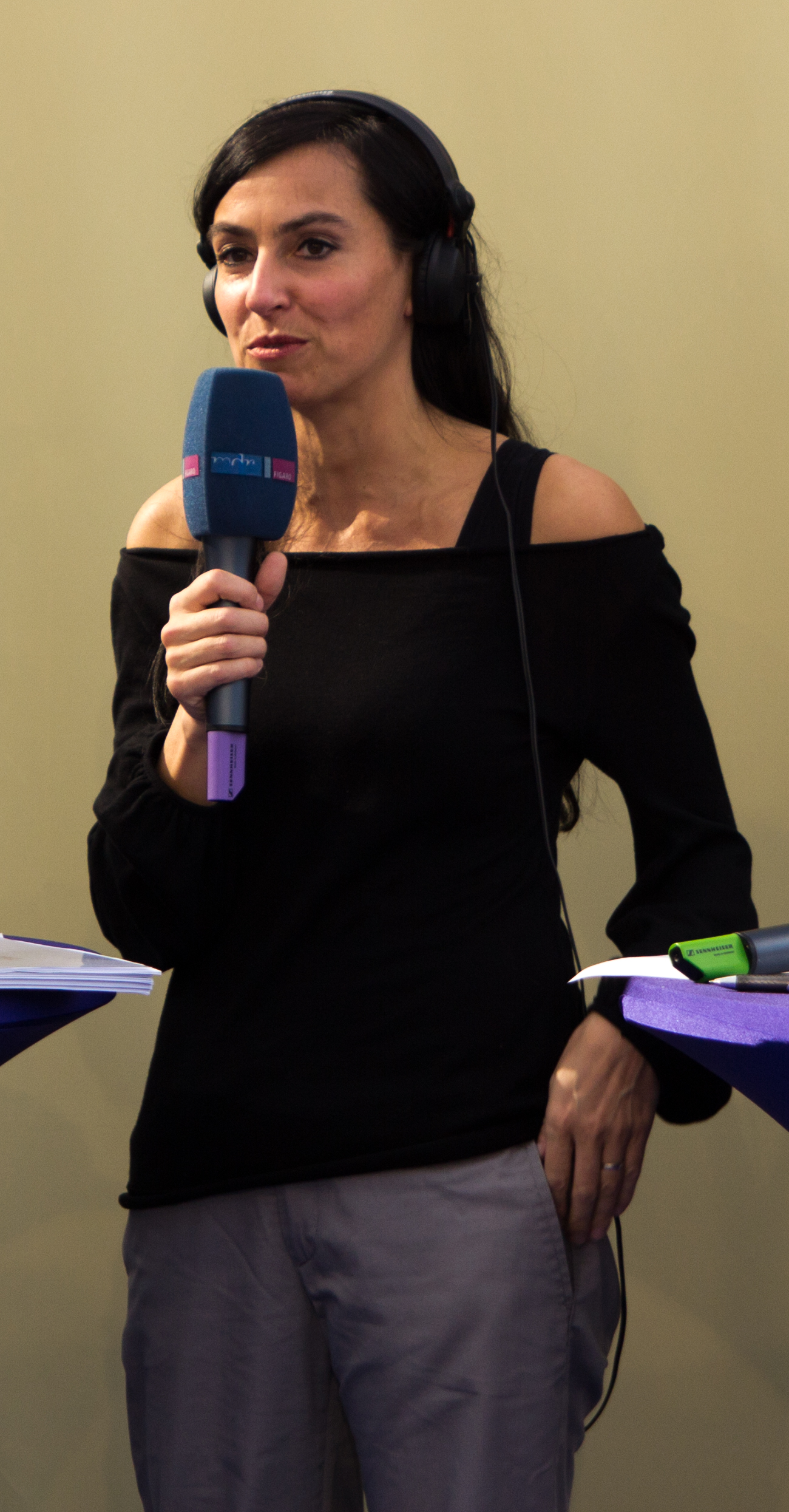
Katharina Saalfrank, 2013

Katharina Saalfrank (* 22. November 1971 in Bad Kreuznach) ist eine deutsche Laiendarstellerin, die durch die Pseudo-Doku Die Super Nanny bekannt wurde. Seit dem Ende dieser Tätigkeit tritt sie häufiger unter dem Namen Katia Saalfrank auf.

## Leben
Saalfrank wuchs die ersten sieben Lebensjahre in Limburg an der Lahn auf, anschließend lebte sie in Wiesbaden. Sie ist die Älteste von fünf Geschwistern. Ihr Vater ist Pfarrer, ihre Mutter ist Lehrerin. Sie absolvierte nach eigenen Aussagen nach der 10. Klasse eine Ausbildung zur Rechtsanwalts- und Notarfachangestellten und studierte von 1995 bis 2000 Pädagogik an der Johannes Gutenberg-Universität Mainz.
Im Jahr 2004 trat Saalfrank erstmals als „Super Nanny“ auf. Saalfrank lebt mit ihrem Mann und ihren vier Söhnen in Berlin. Im Februar 2006 erschien im Goldmann Verlag das von Saalfrank verfasste Buch Glückliche Kinder brauchen starke Eltern, in dem sie Antworten auf häufig gestellte Erziehungsfragen gibt. 2007 wurde sie mit dem Deutschen Fernsehpreis in der Kategorie Bester TV Coach für Die Super Nanny ausgezeichnet. Nachdem Saalfrank ihre Unzufriedenheit über die Ausrichtung des Formates gegenüber RTL zum Ausdruck gebracht und mitgeteilt hatte, dass das Format für sie nicht mehr in Frage komme, stellte RTL die Super Nanny am 26. November 2011 ein. Saalfrank klagte gegen Holger Kreymeier, der das Online-Magazin „Fernsehkritik-TV“ betreibt, auf Unterlassung einiger Aussagen über eine „Super Nanny“-Sendung in einem „Fernsehkritik-TV“-Beitrag vom September 2011 und gewann den Prozess.
Im Jahr 2008 hatte Saalfrank Gastauftritte in den Filmen 1½ Ritter – Auf der Suche nach der hinreißenden Herzelinde und Torpedo, jeweils in der Rolle einer Therapeutin. 2010 veröffentlichte sie ihre erste Single Ein Funken Hoffnung, die sie mit Luci van Org produzierte. Sie ist SPD-Mitglied und engagierte sich vor der Bundestagswahl 2009 in mehreren Veranstaltungen im Wahlkampf.
Im Januar 2013 sendete das SWR Fernsehen eine Pilotfolge der Sendung Expedition Familie mit Katharina Saalfrank, die allerdings die Erwartungen bei den Einschaltquoten nicht erfüllen konnte. Im Januar 2018 war sie zusammen mit Christopher Posch und Lencke Wischhusen in der Sat.1 Pseudo-Doku-Soap Jetzt helfen wir Ihnen! – Die Problemlöser im Einsatz zu sehen.
Im Jahr 2023 spielte Saalfrank in mehreren Werbespots von Magenta TV eine Paartherapeutin.
Von September bis Oktober 2024 spielte Saalfrank in der RTL2 Pseudo-Doku Helft uns! Die Familienretter eine Pädagogin und Familientherapeutin. In dieser Show werden keine echten Familien gezeigt, sondern die Konflikte werden von Schauspielern und Komparsen zugespitzt dargestellt.

## Kritik
Im Jahr 2005 erhielt Saalfrank den Preis der beleidigten Zuschauer für die Verletzung der Würde von Kindern durch Vorführen in Extremsituationen.
Die Pädagogin Andrea Schmidt kritisierte im Jahr 2007 die Super Nanny bzw. Saalfrank, dass sie Kinder bloßstelle, Kinder und Eltern diskriminiere und ihre Erziehung auf Dressur und Gehorsam fokussiere. Kinder sowie ihre Eltern würden als defizitäre Objekte dargestellt und durch Saalfrank bevormundet. Ihre Ratschläge zielten darauf ab, dass die Eltern absoluten Gehorsam mitunter gewaltsam durchsetzen.
Zum von Saalfrank verfassten Buch Glückliche Kinder brauchen starke Eltern äußerte die Pädagogin und Akademische Rätin Michaela Schmid im Jahr 2011, dass es sehr oft eine suggestiv, rhetorisch-manipulative und deutlich appellative sowie eindimensionale Ausdrucksweise benutze und damit eine hierarchische Struktur zwischen Saalfrank als Autorin und den ratsuchenden Eltern als Leser hergestellt werde.

## Veröffentlichungen
- Die Super Nanny: Glückliche Kinder brauchen starke Eltern. Mosaik bei Goldmann TB, 2007, ISBN 978-3-442-16949-8.
- Du bist ok, so wie du bist: Das Ende der Erziehung. Kiepenheuer & Witsch, 2013, ISBN 978-3-462-04502-4.
- Kindheit ohne Strafen: Neue wertschätzende Wege für Eltern, die es anders machen wollen. Beltz, 2017, ISBN 978-3-407-86488-8.